# Berényi János (kamarás)
Karancsberényi gróf Berényi János (Felsőbodok, 1794. április 14. – Beckó, 1868. június 25.) József nádor kamarása.

## Élete
Tanulmányait részint apa, részint egyházi férfiak vezetése alatt a szülői háznál végezte 1814-ig, majd a pozsonyi hadapródképző iskolába lépett. Ebben az évben Bécsbe költözött. A száz nap után az I. Sándor cár nevét viselő ezreddel Franciaországba vonult, miközben néhány csatában részt vett. A második párizsi béke után visszatért hazájába, ahol 1829-ig mint katona szolgált. Ekkor megvált a hadseregtől és családot alapított. Eleinte Székesfehérváron, később pedig Beckón töltötte napjait. Jelentéktelen birtokának kezelése nem sok időt igényelt, jobbára irodalmi tanulmányoknak élt. 1840-től kezdve rendes látogatója volt a pozsonyi országgyűléseknek, ahol a főrendek között foglalt helyet. Az 1848–1849. események alatt visszavonultan élt Beckón. Az 1861. évi országgyűlésen újra megjelent a főrendiházban, ahol örömmel üdvözölte a dolgok jobbra fordultát.

## Művei
- Das grosse Zeitalter Franz I. Kaisers von Österreich. I. Theil, Pest, im Jahre 1831. II. und III. Theil. Stuhlweissenburg, 1833.
- Geschichte des urältesten und einstens auserwählten Volkes Israel seit Abraham bis auf die Gegenwart. Pressburg. 1860.
- Wichtige Entdeckung zum Vortheile des k. k. österr. Aerars. Uo. 1861.

Naplójában még következő munkáiról emlékezik: Chronologische Geschichte Ungarns, Die Geschichte des Christenthums, Universal-Gebetbuch für die ganze Christenheit, melyeknek megjelenéséről nincsen tudomásom.
Kéziratban van önéletrajza két vaskos kötetben, Berghoffer József fiumei főgimnáziumi igazgató birtokában.